# Plan B Entertainment
Plan B Entertainment Inc., of kortweg Plan B, is een Amerikaans filmproductiebedrijf dat in 2001 werd opgericht door Brad Pitt, Brad Grey en Jennifer Aniston. Sinds 2006 is Pitt alleen eigenaar van het bedrijf.

## Achtergrond
Plan B Entertainment werd in 2001 opgericht door producent Brad Grey, acteur Brad Pitt en diens toenmalige echtgenote en actrice Jennifer Aniston. In 2006 werd Grey benoemd tot CEO van Paramount Pictures en gingen Pitt en Aniston uit elkaar. Sindsdien is Pitt alleen eigenaar van Plan B. Producente Dede Gardner is president van het bedrijf en sinds 2013 is Jeremy Kleiner co-president.
Pitt werkt ook regelmatig als acteur mee aan de producties van Plan B. Zo had hij rollen in onder meer The Assassination of Jesse James by the Coward Robert Ford (2007) en Moneyball (2011). In 2012 won Plan B met 12 Years a Slave de Oscar voor beste film.

## Producties van Plan B

### Film
- Troy (2004)
- Charlie and the Chocolate Factory (2005)
- The Departed (2006)
- Running with Scissors (2006)
- Year of the Dog (2007)
- A Mighty Heart (2007)
- The Assassination of Jesse James by the Coward Robert Ford (2007)
- The Private Lives of Pippa Lee (2009)
- The Time Traveler's Wife (2009)
- Kick-Ass (2010)
- Eat, Pray, Love (2010)
- The Tree of Life (2011)
- Moneyball (2011)
- Killing Them Softly (2012)
- World War Z (2013)
- Kick-Ass 2 (2013)
- 12 Years a Slave (2013)
- Selma (2014)
- True Story (2015)
- Moonlight (2016)
- Beautiful Boy (2018)
- If Beale Street Could Talk (2018)
- Wolfs (2024)

### Televisie
- Pretty/Handsome (2008)
- Resurrection (2014-2015)
- Deadbeat (2014-)
- The Normal Heart (2014)
- Nightingale (2014)